# Lidingö
Lidingö é uma cidade sueca situada na ilha de Lidingö, do Arquipélago de Estocolmo, no sudeste da província histórica da Uplândia.

Tem cerca de 30 mil habitantes, e é sede do Município de Lidingö, no Condado de Estocolmo.

## Património cultural e desportivo
- Millesgården (Casa-museu e parque de esculturas do escultor sueco Carl Milles)[4][5]
- Corrida de Lidingö (Lidingöloppet) - competição anual de corta-mato (cross country)